# Lista cu jocuri PlayStation 4
Aceasta este o listă de jocuri pentru PlayStation 4. PlayStation 4 acceptă jocuri fizice și digitale. Jocurile fizice sunt vândute sub formă de Disc Blu-ray, iar jocurile digitale pot fi achiziționate prin PlayStation Store.  Vedeți Arcade Archives și Arcade Game Series pentru o listă de jocuri arcade emulate care au fost lansate pe PlayStation 4 și Lista jocurilor PlayStation 2 pentru PlayStation 4 pentru jocurile PlayStation 2 care rulează pe PlayStation 4 cu un emulator. Consultați Lista jocurilor PlayStation VR pentru o gamă mai largă de jocuri dedicate PlayStation VR.
| Titlu                               | Gen                                  | Dezvoltatori            | Editori                       | Data lansării      | Data lansării       | Data lansării       | Conținut descărcabil | Ref. |
| Titlu                               | Gen                                  | Dezvoltatori            | Editori                       | Japonia            | America             | Restul lumii        | Conținut descărcabil | Ref. |
| ----------------------------------- | ------------------------------------ | ----------------------- | ----------------------------- | ------------------ | ------------------- | ------------------- | -------------------- | ---- |
| #Funtime                            | Împușcă-i                            | OneGuyGames             | Quantum Astrophysicists Guild | 16 Iulie, 2020     | Nu a fost lansat    | 16 Iulie, 2020      |                      |      |
| #killallzombies                     | Shooter                              | Beatshapers             | Beatshapers                   | Nu a fost lansat   | 28 Octombrie, 2014  | 12 Noiembrie, 2014  |                      |      |
| 10 Second Ninja X                   | Platformă                            | Four Circle Interactive | Curve Digital                 | Nu a fost lansat   | 19 Iulie, 2016      | 19 Iulie, 2016      |                      |      |
| 100ft Robot Golf                    | Sport                                | No Goblin               | No Goblin                     | Nu a fost lansat   | 10 Octombrie, 2016  | 10 Octombrie, 2016  | VR                   |      |
| 101 Ways to Die                     | Puzzle-platformă                     | Four Door Lemon         | Vision Games                  | Nu a fost lansat   | 22 Martie, 2016     | 22 Martie, 2016     |                      |      |
| 11-11: Memories Retold              | Adventură                            | - Aardman - DigixArt    | Bandai Namco Entertainment    | 9 Noiembrie, 2018  | 9 Noiembrie, 2018   | 9 Noiembrie, 2018   |                      |      |
| 13 Sentinels: Aegis Rim             | - Adventură - Strategie în timp real | Vanillaware             | Atlus                         | 28 Noiembrie, 2019 | 22 Septembrie, 2020 | 22 Septembrie, 2020 |                      |      |
| 140                                 | Platformă                            | Double Fine Productions | Abstraction Games             | Nu a fost lansat   | 1 Septembrie, 2016  | 1 Septembrie, 2016  |                      |      |
| 198X                                | Arcade                               | Hi-Bit Studios          | Reset Media                   | 14 Decembrie, 2020 | 1 Iunie, 2019       | 20 Iunie, 2019      |                      |      |
| 1001 Spikes                         | Platformă                            | 8bits Fanatics          | Nicalis                       | 27 Noiembrie, 2015 | 3 Iunie, 2014       | 7 Octombrie, 2015   |                      |      |
| 1979 Revolution: Black Friday       | - Adventură - Dramă Interactivă      | iNK Stories             | iNK Stories                   | Nu a fost lansat   | 31 Iulie, 2018      | 1 August, 2018      |                      |      |
| 2064: Read Only Memories            | Adventură grafică                    | MidBoss                 | MidBoss                       | 17 Ianuarie, 2017  | 17 Ianuarie, 2017   | 17 Ianuarie, 2017   |                      |      |
| 20XX                                | - Acțiune - Platformă                | Batterystaple Games     | Batterystaple Games           | 10 Iulie, 2018     | 10 Iulie, 2018      | 10 Iulie, 2018      |                      |      |
| The 25th Ward: The Silver Case      | Roman Vizual                         | Grasshopper Manufacture | NIS America                   | 15 Martie, 2018    | 13 Martie, 2018     | 13 Martie, 2018     |                      |      |
| 2Dark                               | - Horror - Stealth                   | Gloomywood              | Bigben Interactive            | 29 Iunie, 2017     | 10 Martie, 2017     | 10 Martie, 2017     |                      |      |
| 39 Days to Mars                     | - Acțiune - Puzzle                   | It's Anecdotal          | It's Anecdotal                | 31 Octombrie, 2019 | 29 Octombrie, 2019  | 29 Octombrie, 2019  |                      |      |
| 3D Billiards                        | Sport                                | Z-Software              | Joindots                      | Nu a fost lansat   | 19 Decembrie, 2017  | 5 Ianuarie, 2018    |                      |      |
| 3D MiniGolf                         | Sport                                | Z-Software              | Joindots                      | Nu a fost lansat   | 15 August, 2017     | 5 Ianuarie, 2018    |                      |      |
| 3 Minutes to Midnight               | Adventură Point-and-click            | Scarecrow Studio        | Scarecrow Studio              | Nu a fost lansat   | -                   | -                   |                      |      |
| 428: Shibuya Scramble               | Roman Vizual                         | Abstraction Games       | Spike Chunsoft                | 6 Septembrie, 2018 | 4 Septembrie, 2018  | 21 Septembrie, 2018 |                      |      |
| 5 Star Wrestling: ReGenesis         | Sport                                | Serious Parody          | Serious Parody                | Nu a fost lansat   | 20 Ianuarie, 2016   | 20 Ianuarie, 2016   |                      |      |
| 60 Parsecs!                         | - Acțiune-adventură - Strategie      | Robot Gentleman         | Robot Gentleman               | Nu a fost lansat   | 18 Decembrie, 2020  | 18 Decembrie, 2020  |                      |      |
| 60 Seconds!                         | - Acțiune-adventură - Strategie      | Robot Gentleman         | Robot Gentleman               | Nu a fost lansat   | 6 Martie, 2020      | 6 Martie, 2020      |                      |      |
| 7 Days to Die                       | Survival horror                      | The Fun Pimps           | Telltale Publishing           | Nu a fost lansat   | 28 Iunie, 2016      | 1 Iulie, 2016       |                      |      |
| 7th Sector                          | Acțiune-adventură                    | Noskov Sergey           | Sometimes You                 | Nu a fost lansat   | 5 Februarie, 2020   | 5 Februarie, 2020   |                      |      |
| 8-bit Adventure Anthology: Volume I | Adventură Point-and-click            | Abstraction Games       | Abstraction Games             | Nu a fost lansat   | 31 Octombrie, 2017  | 31 Octombrie, 2017  |                      |      |
| 8-Bit Armies                        | Strategie în timp real               | Petroglyph Games        | Soedesco                      | 7 August, 2020     | 21 Septembrie, 2018 | 21 Septembrie, 2018 |                      |      |